# Miąższ porostu

Budowa porostu na przekroju poprzecznym

Miąższ porostu – warstwa plechy porostów (Lichens). W porostach o plesze promienistej znajduje się ona w jej środkowej części, w porostach listkowatych lub skorupiastych poniżej warstwy glonów. Zazwyczaj miąższ makonsystencję waty. Składa się z luźno splecionych strzępek plektenchymatycznych, rzadziej ze strzępek pseudoparenchymatycznych. Czasami miąższem nazywa się całą warstwę porostu pomiędzy korą górną i dolną.
Opisy do rysunku: a – kora górna, b – warstwa glonów, c – miąższ, d – kora dolna, e – chwytniki